# کشتی کانتینری گلدن کلس
گلدن کلس یا کلاس طلایی مجموعه ای از ۱۱ کشتی کانتینری است که برای اورگرین مرین ساخته شده‌است. حداکثر ظرفیت نظری در محدوده ۲۰۱۲۴ تا ۲۰۳۸۸ واحد معادل بیست فوت (TEU) است.

## تاریخ
این کشتی‌ها توسط کشتی‌سازی ایماباری در ژاپن ساخته شده‌است. در تاریخ ۳۰ مارس ۲۰۱۸ اولین کشتی تحویل داده شد. ظرفیت کشتی 20338 TEU بود.

## تصادفات و حوادث
در 9 فوریه 2019 ، اور گیون با کشتی Finkenwerder برخورد کرد که در آن زمان در اسکله ای در رودخانه Elbe پهلو گرفته بود. Finkenwerder به شدت آسیب دیده بود. 
در مارس 2021 ، اور گیون به گل نشت و کانال سوئز را مسدود کرد . 